# Basina de Thuringia
Basina sau Basine (n. cca. 438 – d. 477) a fost o regină a tribul germanic al thuringienilor de la jumătatea secolului al V-lea.

## Biografie
Basina a fost fiica regelui thuringian Basin și Basina sau, potrivit altor surse, o prințesă saxonă.
Ea și-a părăsit soțul, regele Bisinus de Thuringia și a fugit în Galia romană. Ea însăși a făcut primul pas în a cere în căsătorie pe Childeric I, regele francilor. Se spune că avea obiceiul să spună, "Vreau să îl am pe bărbatul cel mai puternic din lume, chiar de ar fi să traversez oceanul pentru asta". Această declarație poate fi pusă în legătură cu succesul invaziei lui Childeric asupra Imperiului roman și cu încercarea aceluiași rege de a întemeia un regat franc pe solul roman.
Numele Basinei semnifică probabil versiunea pentru "femeie conducătoare" în dialectul francon. Ea a fost mama celui care a rămas în istorie ca întemeietor al regatului franc. Ea (și nu soțul ei Childeric) a fost cea care a ales numele de Chlodovech pentru acesta, deși istoria îl va reține sub versiunea latinizată de Clovis I.
Through the ages historians have been intrigued by the story of Basina since she obviously acted as a player and not as bystander — which is not uncommon for women of the German clans, but highly uncommon for the Romans.

## Căsătorie și copii
Din prima sa căsătorie, cea cu regele thuringian Bisinus, Basina a avut trei fii (care ulterior au trecut la conducerea formațiunii statale a tribului thuringian):
1. Baderic
2. Radegunda, căsătorită cu regele Wacho al longobarzilor
3. Berthar
4. Herminafried

În anul 463, Basina s-a recăsătorit cu Childeric I, fiul lui Meroveu, având următorii copii:
1. Clovis I (466 – 511), devenit regele francilor
2. Audofleda (467 – 511), devenită regină a ostrogoților, prin căsătoria cu regele acestora, Theodoric cel Mare
3. Lanthilde (n. 468)
4. Abofleda (n. 470).